# Пнитагор (царевич)
Пнитагор (др.-греч. Πνυταγόρας; убит в 374/373 до н. э.) — саламинский царевич, старший сын царя Эвагора.
Был наследником Эвагора и его ближайшим помощником в Кипрской войне; по словам Исократа, помог отцу завоевать почти весь остров. Когда флот Эвагора потерпел поражение в решающем сражении у Кития, царь оставил Пнитагора обороняться в осажденном Саламине, а сам отправился в Египет за помощью. Пнитагор сумел выдержать осаду, продлившуюся до заключения мира.
В 374/373 до н. э. был убит вместе со своим отцом. В выписках патриарха Фотия сохранился фрагмент из «Истории» Феопомпа, в котором сообщается, что Эвагор и его старший сын одновременно любили дочь некоего мятежника Никокреона, бежавшего с острова, «и без ведома друг друга одновременно получали от неё удовлетворение своей страсти», благодаря евнуху Фрасидею, устроившему эту интригу и извлекавшему из неё выгоду. Затем Фрасидей организовал убийство обоих.
Возможно, был дедом царя Пнитагора.